# Piešťanské Čajky
Piešťanské Čajky (celým názvem: Spoločné basketbalové združenie Piešťanské Čajky) je slovenský ženský basketbalový klub, který sídlí v Piešťanech v Trnavském kraji. Založen byl v roce 2012 spoluprací Basketbalového klubu mládeže Piešťany a Mestského basketbalového klubu Stará Turá. Oba kluby nadále existují na mládežnické úrovni. Ženský oddíl hraje od sezóny 2012/13 ve slovenské nejvyšší basketbalové soutěži žen. Klubové barvy jsou modrá, žlutá a bílá.
Své domácí zápasy odehrává v Diplomat Aréně s kapacitou 900 diváků.

## Soupiska sezóny 2022/2023
| Číslo | Stát       | Hráčka                | Ročník | Výška  |
| ----- | ---------- | --------------------- | ------ | ------ |
| 1     | Černá Hora | Božica Mujović        | 1996   | 178 cm |
| 2     | USA        | Ke'Shunan James       | 1994   | 185 cm |
| 3     | Slovensko  | Dominika Rusiňáková   | 1994   | 184 cm |
| 4     | Česko      | Gabriela Andělová     | 1996   | 173 cm |
| 9     | Slovensko  | Terézia Kraislová     | 2003   | 174 cm |
| 11    | Slovensko  | Nataša Taušová        | 2006   | 190 cm |
| 12    | Slovensko  | Anna Jurčenková       | 1985   | 196 cm |
| 14    | Slovensko  | Alexandra Chovaníková | 2006   | 180 cm |
| 16    | Slovensko  | Alica Moravčíková     | 1994   | 189 cm |
| 18    | Slovensko  | Tereza Vandlíková     | 2003   | 179 cm |
| 21    | Chorvatsko | Ana Mandić            | 2001   | 184 cm |
| 24    | Slovensko  | Magdaléna Valová      | 2005   | 174 cm |
| 88    | Slovensko  | Natália Martišková    | 1999   | 170 cm |

## Umístění v jednotlivých sezonách
Zdroj: 
Legenda: ZČ - základní část, červené podbarvení - sestup, zelené podbarvení - postup, fialové podbarvení - reorganizace, změna skupiny či soutěže
| Slovensko (2012 – ) |                  |           |           |          |                                                       |
| Sezóna              | Název v ročníku  | Úroveň    | Soutěž    | ZČ       | Play-off                                              |
| 2012/13             | Piešťanské Čajky | 1. úroveň | Extraliga | 4. místo | Čtvrtfinále                                           |
| 2013/14             | Piešťanské Čajky | 1. úroveň | Extraliga | 2. místo | Zápas o 3. místo (výhra)                              |
| 2014/15             | Piešťanské Čajky | 1. úroveň | Extraliga | 2. místo | Finále (prohra)                                       |
| 2015/16             | Piešťanské Čajky | 1. úroveň | Extraliga | 2. místo | Finále (prohra)                                       |
| 2016/17             | Piešťanské Čajky | 1. úroveň | Extraliga | 2. místo | Finále (prohra)                                       |
| 2017/18             | Piešťanské Čajky | 1. úroveň | Extraliga | 2. místo | Zápas o 3. místo (výhra)                              |
| 2018/19             | Piešťanské Čajky | 1. úroveň | Extraliga | 2. místo | Finále (prohra)                                       |
| 2019/20             | Piešťanské Čajky | 1. úroveň | Extraliga | 2. místo | Soutěž přerušena před play-off pro pandemii covidu-19 |
| 2020/21             | Piešťanské Čajky | 1. úroveň | Extraliga | 1. místo | Finále (prohra)                                       |
| 2021/22             | Piešťanské Čajky | 1. úroveň | Extraliga | 2. místo | Finále (výhra)                                        |
| 2022/23             | Piešťanské Čajky | 1. úroveň | Extraliga | 1. místo | Finále (výhra)                                        |
| 2023/24             | Piešťanské Čajky | 1. úroveň | Extraliga | 1. místo |                                                       |

## Účast v mezinárodních pohárech
Zdroj: 
| Výkonnostní úrovně                                                              |
| superpohár – Superpohár v basketbalu žen                                        |
| 1. výkonnostní úroveň – Pohár mistrů evropských zemí, Euroliga v basketbalu žen |
| 2. výkonnostní úroveň – Pohár Ronchettiové, EuroCup v basketbalu žen            |

Legenda: EL - Euroliga v basketbalu žen, PMEZ - Pohár mistrů evropských zemí, EC - EuroCup v basketbalu žen, SP - Superpohár v basketbalu žen, PR - Pohár Ronchettiové
- EC 2015/16 – Základní skupina A (4. místo)
- EC 2016/17 – Předkolo
- EL 2017/18 – Předkolo
- EC 2017/18 – Základní skupina D (4. místo)

### Federální pohár
- 2022 – 3. místo[10]
- 2023 – 3. místo[11]